# Zapasy na Igrzyskach Panamerykańskich 2007
Zapasy na Igrzyskach Panamerykańskich 2007, odbywały się w dniach 14–18 lipca w hali Riocentro. W tabeli medalowej tryumfowali zapaśnicy z Kuby. Wystąpiło 146 zapaśników (112 mężczyzn i 32 kobiety).

## Tabela medalowa
Gospodarz igrzysk został zaznaczony kolorem fioletowym.
| Poz. | Państwo           |    |    |    | Łącznie |
| ---- | ----------------- | -- | -- | -- | ------- |
| 1    | Kuba              | 9  | 2  | 3  | 14      |
| 2    | Stany Zjednoczone | 6  | 7  | 4  | 17      |
| 3    | Kanada            | 2  | 1  | 6  | 9       |
| 4    | Kolumbia          | 1  | 1  | 4  | 6       |
| 5    | Wenezuela         | 0  | 4  | 8  | 12      |
| 6    | Peru              | 0  | 1  | 3  | 4       |
| 7    | Brazylia          | 0  | 1  | 2  | 3       |
| 8    | Salwador          | 0  | 1  | 0  | 1       |
| 9    | Dominikana        | 0  | 0  | 2  | 2       |
| 9    | Portoryko         | 0  | 0  | 2  | 2       |
| 11   | Ekwador           | 0  | 0  | 1  | 1       |
| 11   | Meksyk            | 0  | 0  | 1  | 1       |
|      | Łącznie           | 18 | 18 | 36 | 72      |

## Wyniki

### Styl klasyczny mężczyzn
| Kat. wagowa |                   |                   |                        |
| ----------- | ----------------- | ----------------- | ---------------------- |
| 55 kg       | Yagnier Hernández | Jorge Cardozo     | Angel Lema             |
| 55 kg       | Yagnier Hernández | Jorge Cardozo     | Jansel Ramírez         |
| 60 kg       | Roberto Monzón    | Lindsey Durlacher | Luis Liendo            |
| 60 kg       | Roberto Monzón    | Lindsey Durlacher | Mario Molina           |
| 66 kg       | Justin Lester     | Ángelo Mota Brea  | Carlos Ramos           |
| 66 kg       | Justin Lester     | Ángelo Mota Brea  | Alaín Milián           |
| 74 kg       | Odelis Herrero    | Sixto Barrera     | Felipe Macedo          |
| 74 kg       | Odelis Herrero    | Sixto Barrera     | Thomas Curtis Dantzler |
| 84 kg       | Bradley Vering    | Eddy Bartolozzi   | Jose Arias             |
| 84 kg       | Bradley Vering    | Eddy Bartolozzi   | Yunior Estrada         |
| 96 kg       | Justin Ruiz       | Luis Fernandes    | Óscar Aguilar          |
| 96 kg       | Justin Ruiz       | Luis Fernandes    | Erwin Caraballo        |
| 120 kg      | Mijain Lopez      | Dremiel Byers     | Ari Taub               |
| 120 kg      | Mijain Lopez      | Dremiel Byers     | Rafael Barreno         |

### Styl wolny mężczyzn
| Kat. wagowa |                     |                 |                    |
| ----------- | ------------------- | --------------- | ------------------ |
| 55 kg       | Henry Cejudo        | Andy Moreno     | Cristian Roberti   |
| 55 kg       | Henry Cejudo        | Andy Moreno     | Fredy Serrano      |
| 60 kg       | Yandro Quintana     | Mike Zadick     | Tomás Solórzano    |
| 60 kg       | Yandro Quintana     | Mike Zadick     | Aldo Parimango     |
| 66 kg       | Geandry Garzón      | Edison Hurtado  | Doug Schwab        |
| 66 kg       | Geandry Garzón      | Edison Hurtado  | Pedro Soto         |
| 74 kg       | Iván Fundora        | Joe Heskett     | Wilson Medina      |
| 74 kg       | Iván Fundora        | Joe Heskett     | Matt Gentry        |
| 84 kg       | Roozbeh Banihashemi | Andy Hrovat     | Roerlandy Zúñiga   |
| 84 kg       | Roozbeh Banihashemi | Andy Hrovat     | Rodrigo Piedrahita |
| 96 kg       | Michel Batista      | Luis Vívenes    | Daniel Cormier     |
| 96 kg       | Michel Batista      | Luis Vívenes    | Michael Neufeld    |
| 120 kg      | Alexis Rodríguez    | Thomas Rowlands | Carlos Félix       |
| 120 kg      | Alexis Rodríguez    | Thomas Rowlands | Arjan Bhullar      |

### Styl wolny kobiet
| Kat. wagowa |                    |                        |                     |
| ----------- | ------------------ | ---------------------- | ------------------- |
| 48 kg       | Carol Huynh        | Íngrid Medrano Cuéllar | Stephanie Murata    |
| 48 kg       | Carol Huynh        | Íngrid Medrano Cuéllar | Mayelis Caripa      |
| 55 kg       | Jackeline Rentería | Marcie Van Dusen       | Tonya Verbeek       |
| 55 kg       | Jackeline Rentería | Marcie Van Dusen       | Marcia Andrades     |
| 63 kg       | Sara McMann        | Yoselin Rojas          | Megan Dolan         |
| 63 kg       | Sara McMann        | Yoselin Rojas          | Mabel Fonseca       |
| 72 kg       | Kristie Marano     | Ohenewa Akuffo         | Rosângela Conceição |
| 72 kg       | Kristie Marano     | Ohenewa Akuffo         | Lisset Hechavarría  |